# Vsetín
Vsetín (niem. Wsetin) – miasto w Czechach, w kraju zlińskim, na Morawach. Stolica powiatu Vsetín. Główny przemysłowy ośrodek Wołoszczyzny Morawskiej. W mieście rozwinął się przemysł zbrojeniowy, taboru kolejowego, elektrotechniczny, meblarski oraz szklarski. Około 32 tys. mieszkańców.

## Położenie
Vsetín leży w wyraźnym rozszerzeniu doliny Górnej (Wsetyńskiej) Beczwy, w miejscu, w którym uchodzą do niej jej prawobrzeżne dopływy Jasenice i Jasenka oraz dopływ lewobrzeżny - Rokytenka. Od północnego wschodu nad miasto schodzą stoki Gór Wsetyńskich, zaś od południowego zachodu Gór Hostyńskich. Na prawym brzegu Wsetyńskiej Beczwy leży Górne Miasto (cs. Horní město), na lewym brzegu Dolne Miasto (cs. Dolní město).
Przez miasto przebiega droga nr I/57 wiodąca z północy (od strony Nowego Jiczyna) na południe, ku granicy słowackiej, od której w mieście odgałęzia się droga nr I/69 do Vizovic. Przez Vsetín wiedzie także linia kolejowa Valašské Meziříčí - Horní Lideč, od której w mieście odgałęzia się boczna linia do Velkich Karlovic w górze doliny Górnej Beczwy.

## Historia
Miasto powstało na skrzyżowaniu dawnych, wczesnośredniowiecznych szlaków handlowych. Pierwsza wzmianka o miejscowości (określanej jako Setteinz) pochodzi z lat 1297–1308, kiedy była ona własnością zakonu templariuszy. W 1308 r. przeszła ona, wraz z kościołem i młynem, w ręce Voka I z Kravař.

## Osoby związane z miastem
Z tego miasta pochodzi były premier Czech Mirek Topolánek.

## Sport
- VHK Vsetín – klub hokejowy

## Miasta partnerskie
- Bytom
- Lubowla
- Trenczyńskie Cieplice
- Mödling